# Francky Cieters
Francky Cieters (Waregem, 11 mei 1966) is een Belgisch voormalig voetballer en huidig voetbaltrainer. Is momenteel sedert 15 december 2024 aan het werk als coach bij RFC  Tournai in de Eerste klasse Amateurs ACFF (D1 ACFF). 

## Spelerscarrière
Francky Cieters speelde in de jeugd bij SV Anzegem, Racing Waregem en KSV Waregem.
In 1983 trok hij als jongeling naar KRC Harelbeke. Daar debuteerde hij als 17-jarige in het eerste elftal in de toenmalige Beker van Vlaanderen. Na zes seizoenen (1983-1984 t.e.m. 1988-1989) bij Harelbeke in tweede en derde klasse trok hij naar eersteklasser KV Kortrijk. Daar kwam Cieters niet veel in actie en hij verkaste voor het seizoen 1990-1991 terug naar Harelbeke. Het seizoen daarop ging hij naar KSK Ronse, waarmee hij zes seizoenen in vierde klasse zou spelen (1991-1992 t.e.m. 1996-1997).
In 1997 zakte Cieters af naar het provinciale voetbal. Hij speelde nog twee seizoenen bij KVC Deerlijk Sport (derde provinciale West-Vlaanderen) en twee seizoenen bij KSK Kruishoutem (tweede provinciale Oost-Vlaanderen).
Cieters speelde meer dan 300 wedstrijden als titularis in de nationale afdelingen. In 1987 en 1988 speelde Cieters tevens bij de Nationale Militaire Ploeg. Deze ploeg kwalificeerde zich voor de eindronde van de Wereldbeker.

## Trainerscarrière
| Seizoen   | Club           | Afdeling                           | Functie         | info                                      |
| --------- | -------------- | ---------------------------------- | --------------- | ----------------------------------------- |
| 2009/2010 | KSC Wielsbeke  | Derde klasse A                     | assistent-coach |                                           |
| 2010/2011 | KSC Wielsbeke  | Derde klasse A                     | assistent-coach |                                           |
| 2011/2012 | Racing Waregem | Derde klasse A                     | assistent-coach |                                           |
| 2012/2013 | KSK Ronse      | Derde klasse A                     | hoofdtrainer    |                                           |
| 2014/2015 | KSC Grimbergen | Derde klasse B                     | hoofdtrainer    |                                           |
| 2015/2016 | VW Hamme       | Derde klasse A                     | hoofdtrainer    | kampioen                                  |
| 2016/2017 | VW Hamme       | Eerste klasse amateurs             | hoofdtrainer    |                                           |
| 2017/2018 | SV Anzegem     | Tweede provinciale West-Vlaanderen | hoofdtrainer    | van 3 oktober tot 7 december 2017         |
| 2018/2019 | FCV Dender EH  | Eerste klasse amateurs             | hoofdtrainer    | nieuwe coach aangetrokken op 30 juni 2018 |
| 2019/2020 | FCV Dender EH  | Eerste klasse amateurs             | hoofdtrainer    |                                           |
| 2021/2023 | RFC Wetteren   | Tweede klasse amateurs             | hoofdtrainer    |                                           |
| 2024/…    | RFC Tournai    | Eerste klasse amateurs             | hoofdtrainer    |                                           |